# Daun-Kaserne

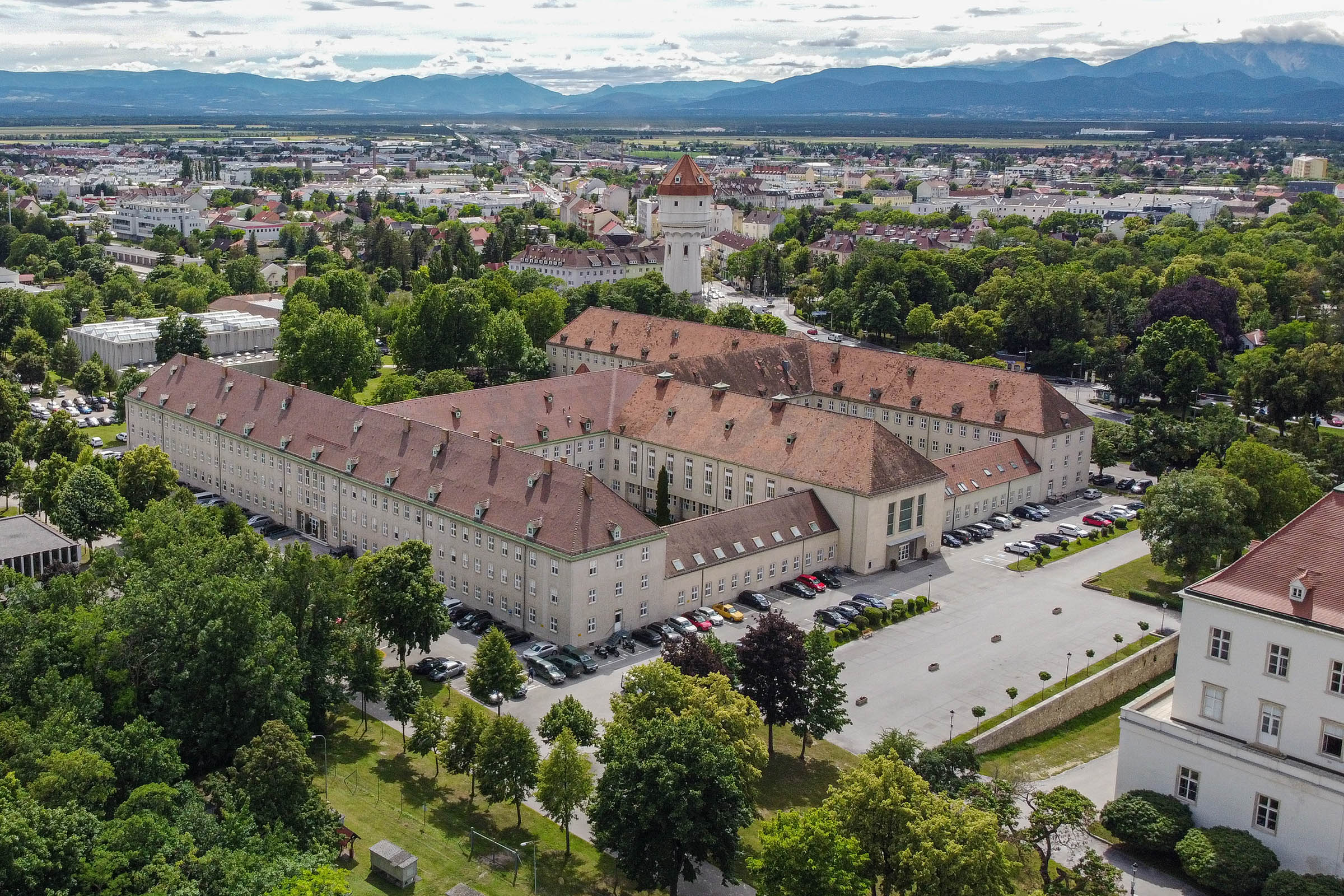
Daun-Kaserne

Die Daun-Kaserne in Wiener Neustadt in Niederösterreich wurde von der deutschen Wehrmacht von 1939 bis 1940 als Lehrgangsgebäude im Akademiepark südlich der Burg errichtet.

## Geschichte
Die Kaserne wurde auf dem Areal eines Schwimmbades errichtet. Die weitläufige dreigeschoßige Anlage hat im Norden zwei Innenhöfe und gegen Süden einen offenen Ehrenhof. Zum Burgplatz hat die Fassade einen Eingangsrisalit mit Rundbögen. Die Fenster haben eine Steinrahmung. Das Foyer und der Festsaal wurden mit monumentalen Steinsäulen gestaltet.
Das während des Krieges beschädigte Gebäude wurde von 1948 bis 1949 instand gesetzt und ab 1950 den städtischen Schulen zur Verfügung gestellt. Nachdem 1956 Wiener Neustadt wieder Garnison wurde, begann etappenweise die Räumung des Gebäudes, um es dem Österreichischen Bundesheer zur Verfügung zu stellen, welches am 14. September 1956 einzog. Da das Feldjägerbataillon 1, das von Graz hierher verlegt wurde, zuerst einzog, wurde das Lehrgangsgebäude nun Feldjägerkaserne genannt. Wenige Tage nach dem Einrücken der ersten Wehrpflichtigen rückte die Truppe wegen des Volksaufstands in Ungarn ins Burgenland zur Grenzsicherung aus. Zwischen dem 15. und 20. Dezember 1956 wurde das Feldjägerbataillon an seine Standorte und damit auch nach Wiener Neustadt zurückverlegt. Während der nächsten Jahre wurden hier verschiedene Einheiten stationiert beziehungsweise aufgestellt.
Am 20. Dezember 1966 wurde die Kaserne nach dem im 18. Jahrhundert lebenden Feldmarschall Leopold Joseph Graf Daun in Daun-Kaserne benannt.
Mit Juni 1967 zog das Schulbataillon der Militärakademie in die Daun-Kaserne ein. Schon vorher befanden sich die Unterkünfte für die Frequentanten der Bundesrealgymnasiums für Berufstätige (BRGfB) und die Zöglinge des Militärrealgymnasiums (MilRG) in der Daun-Kaserne, nun konnte auch der Lehrbetrieb dort durchgeführt werden.
Nach der schrittweisen Schließung der beiden Schulen – BRGfB 2012, MilRG 2018 – wurde eine weitere Verwendung der Daun-Kaserne als Unterkunfts- und Lehrgangsgebäude für die Offiziersgrund- bzw. Offiziersweiterbildung geplant ehe mit der Bundeshandelsakademie für Führung und Sicherheit wieder eine höhere Schule am Campus der Militärakademie eingerichtet wurde. Die erhöhten Anforderungen an einen zeitgemäßen Schulbetrieb stellten die Verantwortlichen im Bundesministerium für Landesverteidigung vor die Frage: Neubau eines Schulgebäudes oder grundlegende Sanierung und Adaptierung der Daun-Kaserne. Die Entscheidung fiel auf letzteres.

## Sanierung
Von Juli 2022 bis Dezember 2023 erfolgte daher eine grundlegende Sanierung des Gebäudes und Adaptierung für die Bedürfnisse der Bundeshandelsakademie für Führung und Sicherheit.
Für den Wandel zu einem modernen, pädagogisch zweckmäßigen Schul- und Unterkunftsgebäude waren an wesentlichsten Maßnahmen erforderlich:
- Herstellung der Barrierefreiheit der Schule
- Errichtung einer Belüftungs- und Klimaanlage
- Trennung des Schulbereichs vom Unterkunftsbereich
- Modernisierung der Klassen- und Unterkunftsräume in technischer Hinsicht

Der Gebäudekomplex wurde dazu beinahe bis zum Rohbau rückgebaut. In der Konzeptionierung der Raumanordnung lag der Fokus auf klare und intuitive Strukturen. Wichtig dafür war, die Funktionsabläufe des Schul- und Internatsbetriebes bestmöglich in die vorhandene Gebäudesubstanz zu integrieren.
Als Erstmaßnahme wurde eine klare, geschoßweise Einteilung zwischen Schule und Schülerheim vorgenommen. Im Erdgeschoß sowie ersten Obergeschoß sind alle Bereiche angeordnet, welche von den Tages- und Internatsschülern gemeinsam genutzt werden. Das zweite Obergeschoß ist lediglich den Internatsschülern vorbehalten. Da die Schüler zum überwiegenden Teil minderjährig sind, wurde auf die geschlechtergetrennte Unterbringung besonders geachtet.
Das 2. Obergeschoß erschließt sich über die zentrale Hauptaula. Von dort aus gibt es drei Gänge. In jedem Gang sind zentrale Sanitäreinheiten sowie Teeküchen angeordnet.
Es wurden auch ausreichend Bereiche berücksichtigt, in welchen die Tages- und Internatsschüler gemeinsam lernen und sich auf die schulischen Aufgaben vorbereiten können.
Das Gebäude weist nun folgende Kapazitäten auf:
- 10 Unterrichtsklassenräume für 25–27 Personen/Klasse
- 5 Medien- und Projektarbeitsräume
- 3 EDV-Klassen
- 8 Studierräume
- 1 Naturwissenschaftslehrsaal
- 1 betriebswirtschaftliches Zentrum
- 46 Zimmer mit einer Belegungsstärke von 3 oder 4 Personen mit insgesamt 142 Betten
- 4 Aufenthalts- und Freizeitbereiche

In der Gesamtkonzeptionierung wurde auf die barrierefreie Erschließung aller schulischen Bereiche sowie die Alarmierung im Evakuierungs- und Verbarrikadierungsfall geachtet.
Am Donnerstag, dem 27. Juni 2024, erfolgte durch Verteidigungsministerin Klaudia Tanner die offizielle Übergabe des sanierten Gebäudes.